# Koträd
Koträd eller Mjölkträd(Brosimum utile) är en mullbärsväxtart som först beskrevs av Carl Sigismund Kunth, och fick sitt nu gällande namn av Henri François Pittier. Brosimum utile ingår i släktet Brosimum och familjen mullbärsväxter.
Koträdet är typiskt för Venezuela och innehåller en söt, välsmakande mjölksaft som till färg och smak påminner om komjölk men är mera tjockflytande och saknar förmågan att koagulera. Genom kokning utvinns ur denna ett vitt, harts- och vaxartat ämne, cow tree wax, galaklin, som används vid ljusstöpning. Mjölksaften kan även användas för framställning av kautschuk som dock är mindervärdig och förorenad med harts.

## Underarter
Arten delas in i följande underarter:
- B. u. allenii
- B. u. ovatifolium
- B. u. utile